# Cytheropteron laptevensis
Cytheropteron laptevensis is een mosselkreeftjessoort uit de familie van de Cytheruridae. De wetenschappelijke naam van de soort is voor het eerst geldig gepubliceerd in 2004 door Stepanova.